# Zoo Entertainment
Zoo Entertainment — американский звукозаписывающий лейбл, основанный в 1990 году как подразделение BMG Entertainment. Направлением лейбла являлось продвижение новых артистов.
Был основан в марте 1990 года бывшим президентом Island Records Лу Маглия в Лос-Анджелесе. Zoo успешно открыл таких артистов как Tool, Мэтью Суит и Green Jellÿ. Основным направление лейбла являлся альтернативный рок, но при этом у него были подразделения, специализировавшиеся на других направлениях, таких как поп-музыка и AOR. До 1994 года существовало ритм-энд-блюз—подразделение.
Несмотря на успехи с некоторыми исполнителями, Zoo Entertainment был убыточным с момента своего образования. В 1996 году лейбл был куплен новообразованной компанией Volcano Entertainment. BMG Entertainment при этом остался дистрибьютором его продукции. Штаб-квартира была перенесена из Лос-Анджелеса в Нью-Йорк.
В первоначальном анонсе о слиянии с Volcano сообщалось, что компания будет состоять из двух частей — Zoo Entertainment и нового импринта, специализирующегося на музыке в жанре хип-хоп, но уже в 1997 году все исполнители были объединены под общим лейблом Volcano, а имя Zoo Entertainment перестало использоваться.